# Kolumbijská strana zelených
Kolumbijská strana zelených (španělsky Partido Verde Colombiano – PVC) je kolumbijská centristická politická strana prosazující zelenou politiku. Strana byla založena 25. listopadu 2005 v Bogotě skupinou aktivistů vedených dvojicí Carlos Ramón González Merchan a Elías Pineda. Je součástí Americké federace zelených stran a Global Greens. V roce 2011 měla tři poslance a pět senátorů.

## Obecní volby v roce 2007
V místních volbách v roce 2007 získali zelení místo guvernéra departmentu Cesar a Boyacá, dále 23 míst starostů.

## Volby do Kongresu v roce 2010, prezidentské volby
V březnu 2010 získali zelení ve volbách 5 křesel v senátu. 
Tři bývalí primátoři Bogoty – Luis Eduardo Garzón, Antanas Mockus a Enrique Peñalosa – vytvořili v roce 2010 uskupení s cílem kandidovat nezávislého kandidáta na prezidenta země. Tehdy se spojili se zelenými, díky kterým získali jak oficiální politickou záštitu, tak podporu řady regionálních politiků PVC. Antanas Mockus v květnu 2010 získal v prvním kole podporu 21 % voličů, v druhém pak 28 %. Kandidát se umístil na druhém místě, když jej porazil Juan Manuel Santos s podporou 69 %.